# Jezioro Jeleńskie (Równina Urszulewska)
Jezioro Jeleńskie – jezioro w Polsce, położone w województwie warmińsko-mazurskim, w powiecie działdowskim, w gminie Lidzbark, na Równinie Urszulewskiej, na terenie Welskiego Parku Krajobrazowego.

## Charakterystyka
Średnia głębokość jeziora wynosi ok. 1,6 m. Kompleks wodny o powierzchni 30 ha szybko zarasta i jest słabo zarybiony. Jezioro jest bezpośrednio połączone z Bagnem Koziana (20 ha) i małym kanałem z o wiele większymi Bagnami Jeleńskimi, na których umiejscowione są trzy małe jeziorka, z których największe ma powierzchnię ok. 5 ha. Przejrzystość wody jest niewielka jednak nie świadczy to o zanieczyszczeniu jeziora. 

## Turystyka
Jezioro stanowi granicę między wsiami Jeleń i Wąpiersk, w których znajdują się kąpieliska.
W pobliskich miejscowościach jest wiele gospodarstw agroturystycznych, które są zarazem bazą noclegowo-gastronomiczną.